# 蜜饅頭
蜜饅頭（みつまんじゅう）は、皮（生地）と餡に蜂蜜をふんだんに使用した和菓子。

## 製造している菓子店

### 広島県呉市
広島県呉市の蜜屋本舗によって1951年（昭和26年）から製造・販売されており、呉市の土産菓子として知られる。
推古天皇の御代、病臥した厳島の女神の為に蜜を使用した菓子を献上したところ、その病状が快復したという伝説に基づき、蜜屋本舗の蜜饅頭は作られたとされている。
餡は小豆こし餡と白餡の2種類。皮部分には三つ葉の押印がされており、第24回全国菓子大博覧会において最高位の名誉総裁賞（技術部門）を受賞している。

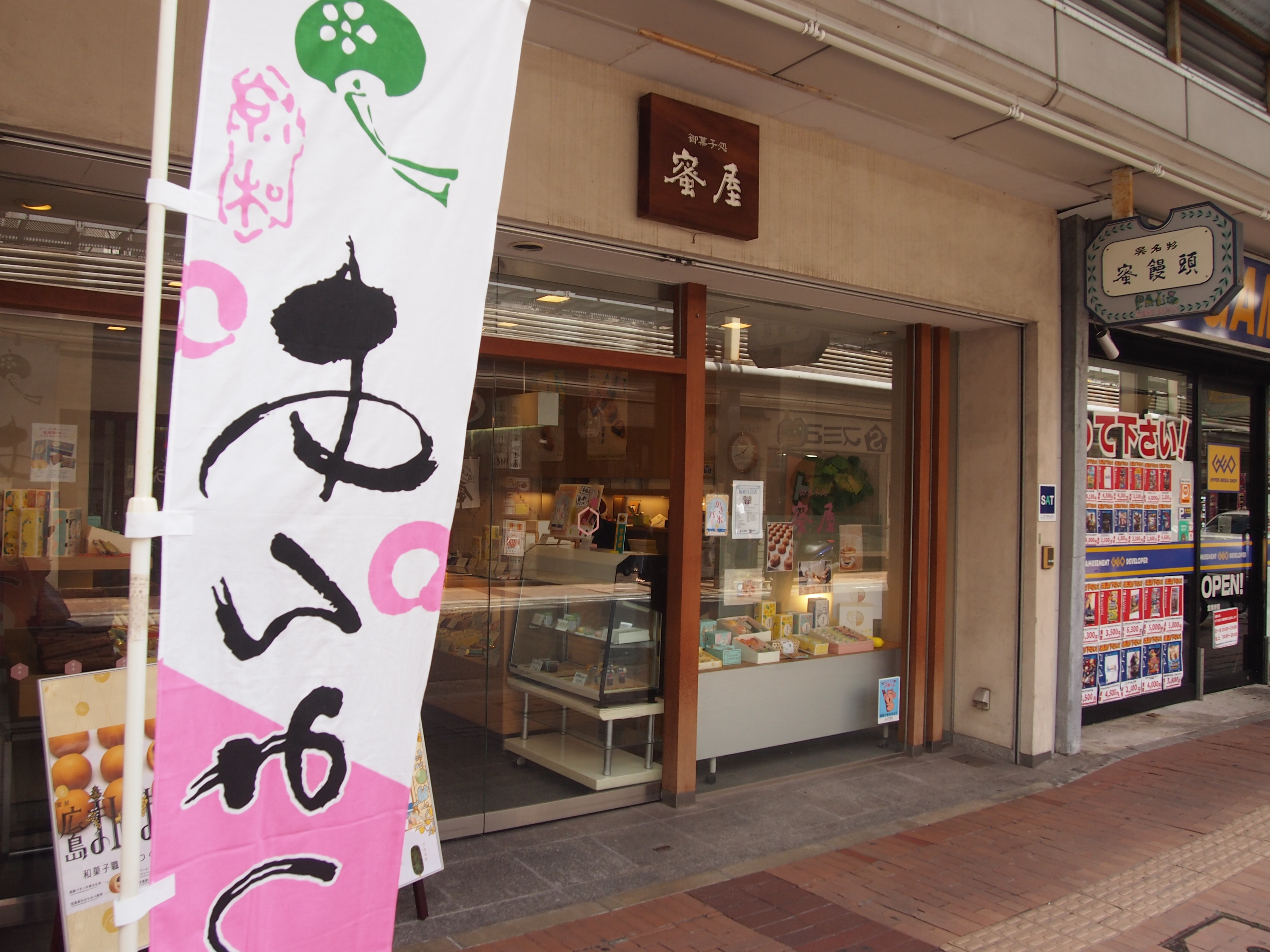
蜜屋本舗
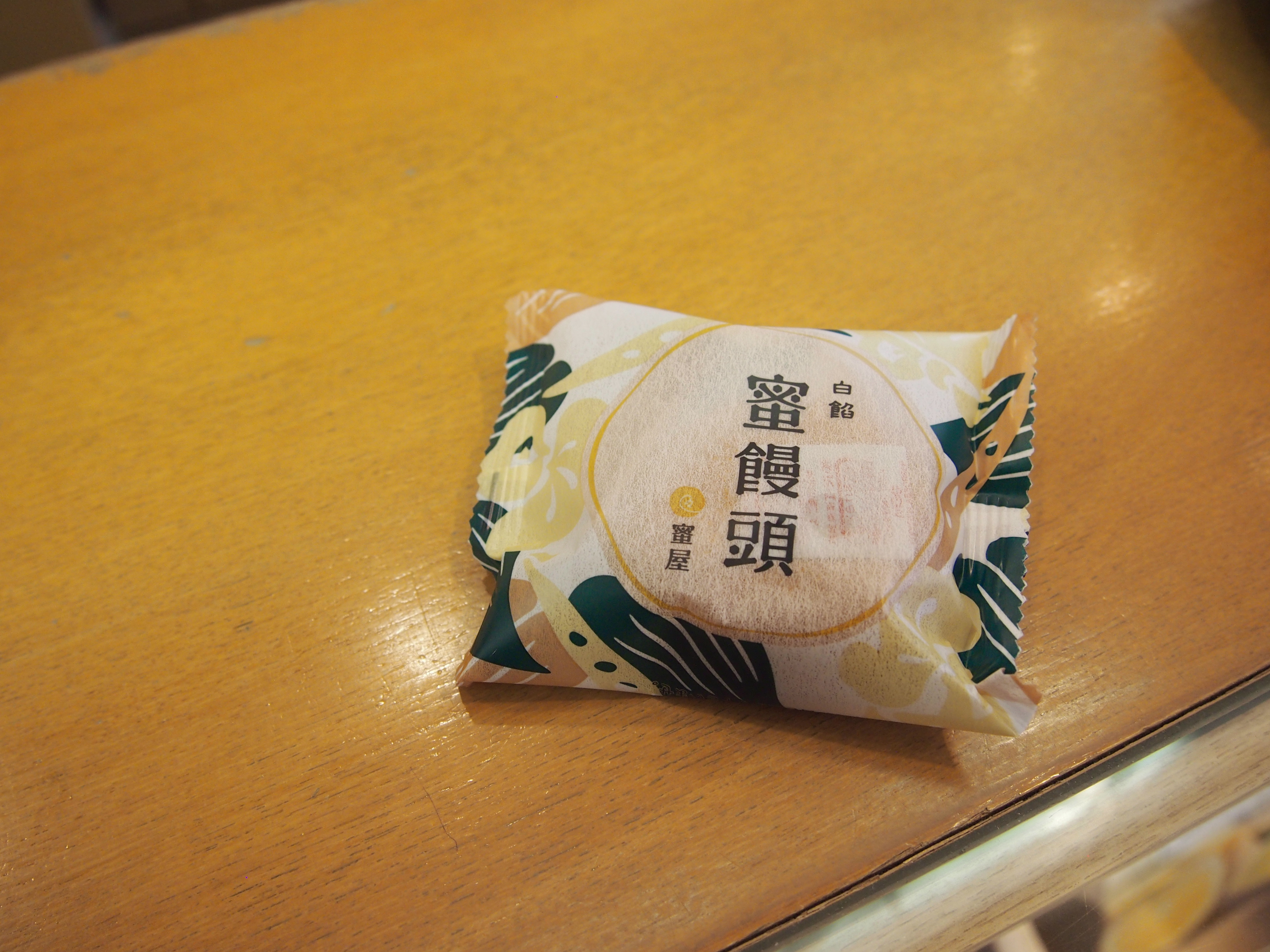
蜜饅頭の包み紙
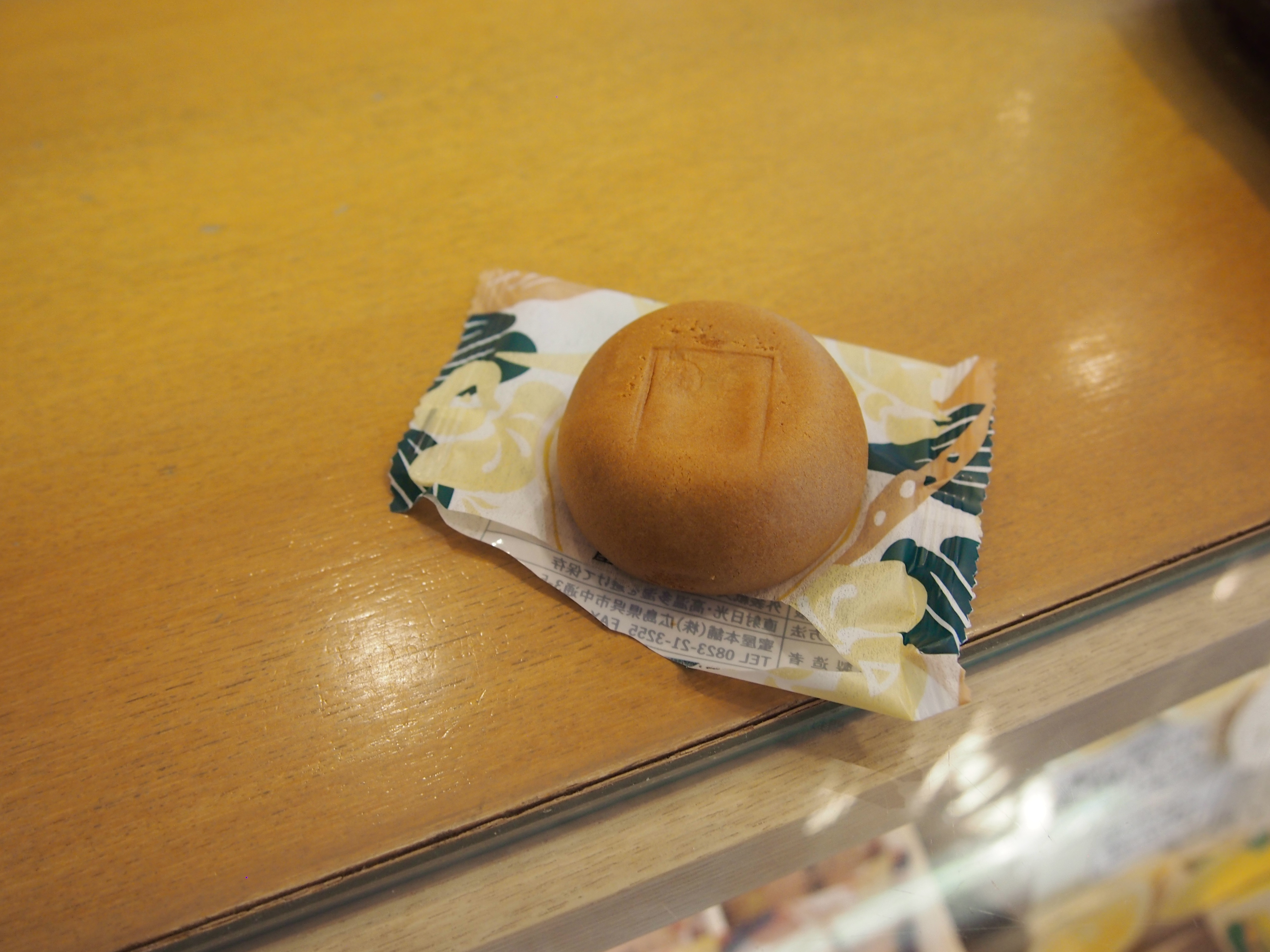
蜜饅頭

### 愛媛県宇和島市
愛媛県宇和島市内の複数の菓子店によって製造・販売されており、餡は白餡とこし餡、皮部分に蜂の焼印を押したものが多く見られる。
宇和島の蜜饅頭は戦前から親しまれている菓子で、1935年（昭和10年）刊行の『伊豫の宇和島』浅井伯源著には、蜜饅頭の元祖として「靈月堂の蜜まんじゆ」が紹介されている。